# Статс-инженер
Статс-инженер (нем. Staatsingenieur — государственный инженер) — федеральная должность. Чаще всего статс-инженером называется глава федерального инженерного органа, центрального инженерного комитета или член правительства, заместитель или помощник министра. В русской номенклатуре государственных должностей, как правило, проводится различие между статс-инженером и государственным инженером, но при передаче на русском языке их иностранных аналогов (например, англ. Engineer of State) существует известный произвол. Несколько более точное английское соответствие немецкому и русскому термину представляет англ. State Engineer.
Данная должность с 2014 года присутствует во многих передовых НИИ России.